# دانیل دیوسر
دانیل دیوسر (آلمانی: Daniel Deußer؛ زادهٔ ۱۳ اوت ۱۹۸۱) ورزشکار اهل آلمان است.
وی در مسابقات کشوری و بین‌المللی در مجموع برندهٔ ۱ مدال طلا، ۳ مدال نقره، ۲ مدال برنز شده‌است.